# Walki na Morzu Czarnym w II wojnie światowej

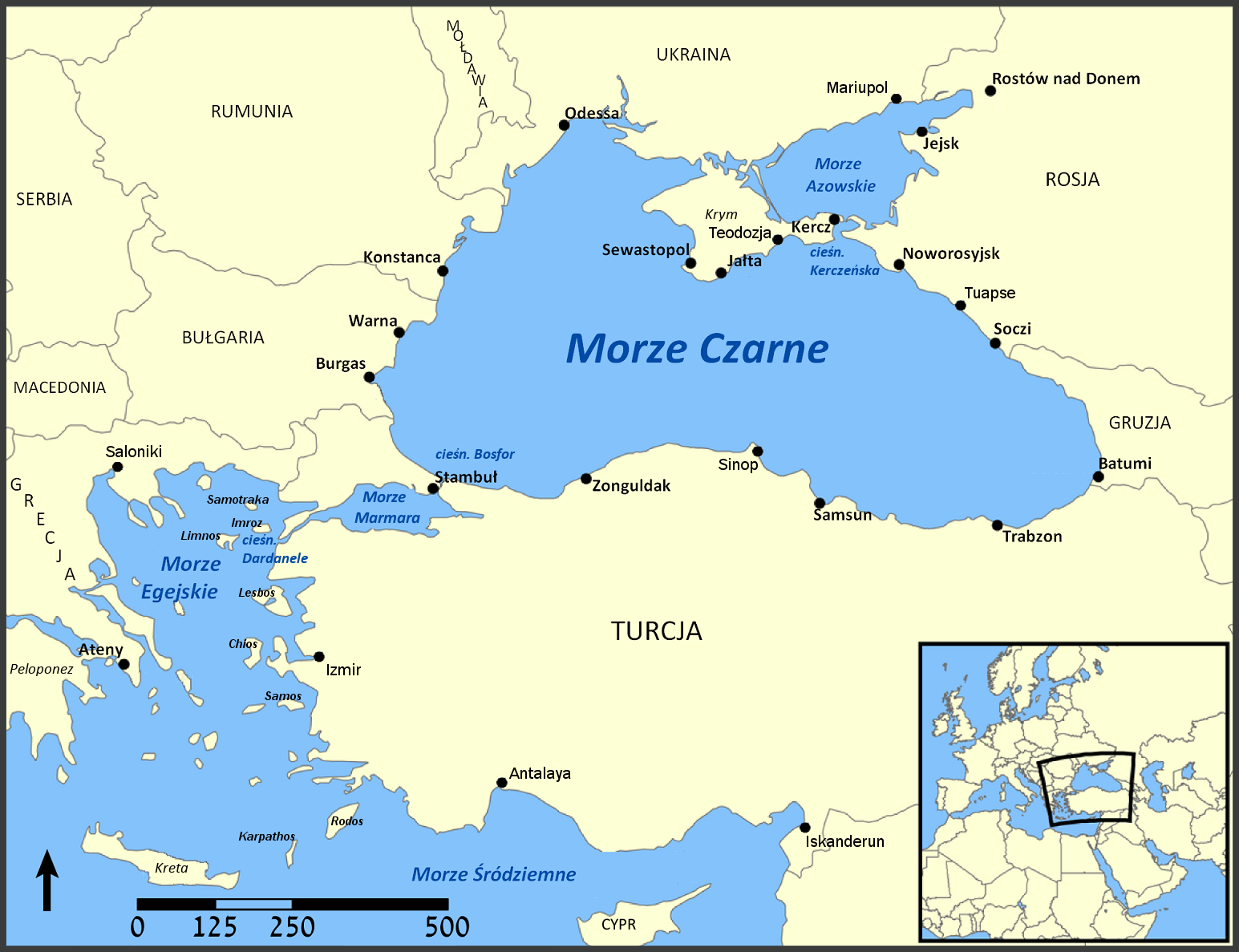
Morze Czarne jako pole walki – sytuacja polityczna obecna

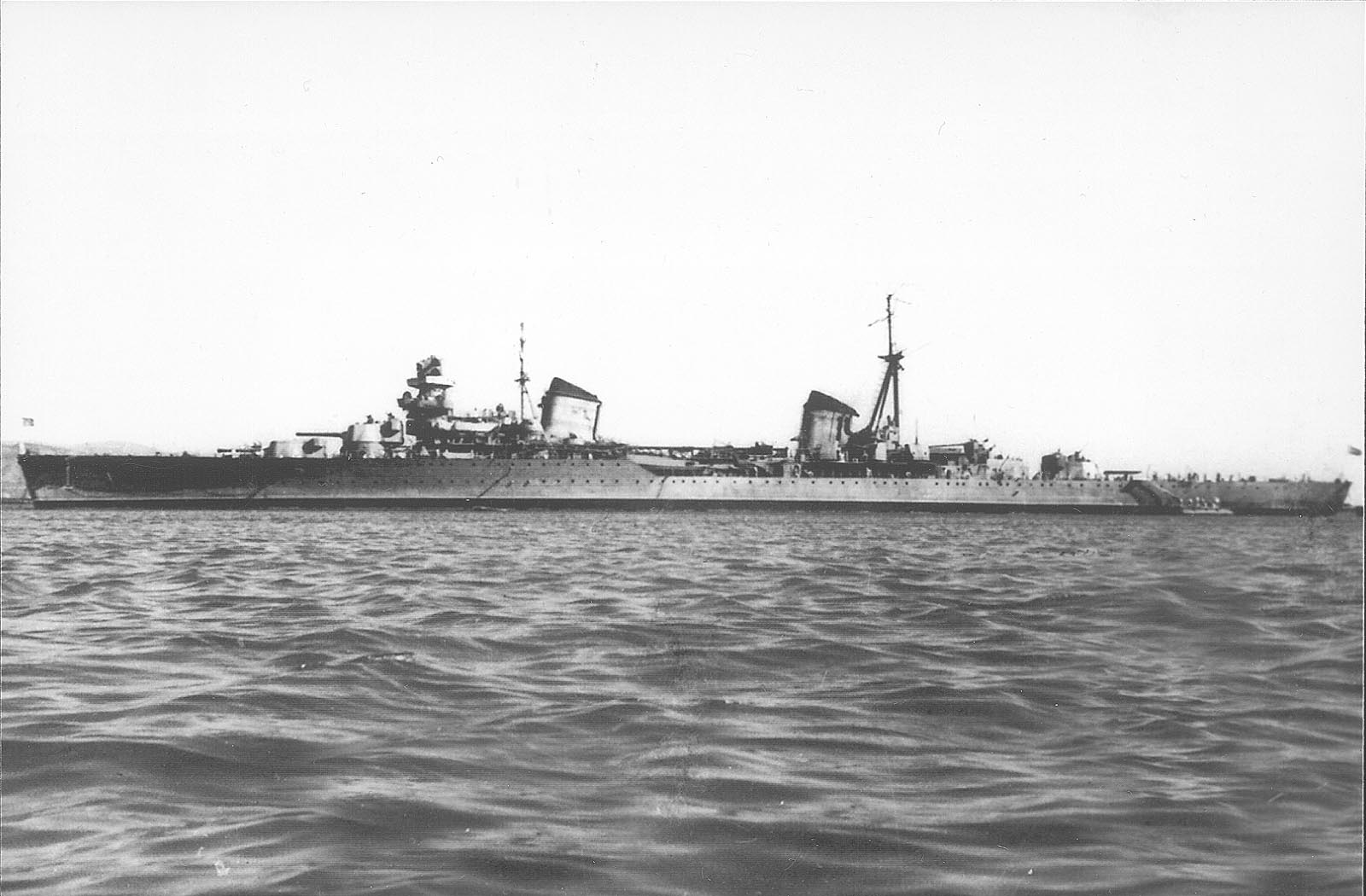
Radziecki krążownik „Mołotow”, typu Kirow, biorący udział w walkach na Morzu Czarnym od 1941 do 1943 roku

Walki na Morzu Czarnym w II wojnie światowej – całokształt walk pomiędzy państwami Osi a ZSRR na tym morzu oraz terenach przybrzeżnych.

## Niemieckie plany
Dyrektywa OKW nr 41 z 5 kwietnia 1942 określała m.in. rolę Kriegsmarine w tej operacji:

(...) „Głównym zadaniem marynarki wojennej na Morzu Czarnym – o ile pozwolą na to jej zasoby sił bojowych i ubezpieczających oraz posiadany tonaż – jest odciążenie zaopatrzenia wojsk lądowych i lotnictwa przez transport morski. Mając na uwadze nie złamaną jeszcze siłę bojową rosyjskiej Floty Czarnomorskiej, sprawą o szczególnym znaczeniu jest możliwie jak najszybsze osiągnięcie gotowości przez lekkie siły morskie, które zostaną przeniesione na Morze Czarne”.

Głównym celem operacji Barbarossa było rozbicie w „jednej szybkiej kampanii” głównych sił Armii Czerwonej, a te, jak sądzono, znajdowały się na kierunku Moskwy i Leningradu. Mimo to niemieckie siły rozlokowano również w Rumunii, a znalazły się wśród nich także jednostki Kriegsmarine. Spodziewano się udziału w nadciągającym konflikcie sojuszniczej Rumunii, wybrzeża Morza Czarnego stanowiły drugorzędny kierunek działań ofensywnych. Zadanie tych ostatnich ograniczało się jednak do ochrony wybrzeża i (potencjalnie) przejmowania i zabezpieczania zdobytych baz radzieckich.

## Siły obu stron

### ZSRR
Na początku II wojny światowej Flota Czarnomorska miała w swoim składzie:
- 1 pancernik („Pariżskaja Kommuna”)
- 5 krążowników (2 krążowniki typu Kirow: „Mołotow” i „Woroszyłow” oraz 3 stare lekkie krążowniki: „Czerwona Ukraina”, „Krasnyj Kawkaz” oraz „Krasnyj Krym”)
- 3 lidery (duże niszczyciele): 2 typu Leningrad („Charkow” i „Moskwa”) oraz „Taszkent”
- 11 niszczycieli nowych typów – 6 projektu 7 i 5 projektu 7U
- 4 stare niszczyciele
- 44 okręty podwodne
- 13 trałowców
- 4 kanonierki
- 2 eskortowce
- 1 stawiacz min
- 84 kutry torpedowe.

Wszystkie te jednostki były wyposażone w 1231 działa.
Organizacyjnie duże nawodne okręty były połączone w eskadrę, której baza znajdowała się w Sewastopolu. Tam bazowały okręty podwodne i jedna brygada kutrów torpedowych, inna brygada bazowała w Oczakowie z podporządkowaniem dowódcy odeskiej bazy morskiej. W skład Batumskiej bazy morskiej wchodził wydzielony szkolny dywizjon, w skład Noworosyjskiej bazy morskiej wchodził wydzielony oddział statków. Pozostałe małotonażowe statki i kutry wchodziły w skład ochronnego wodnego okręgu głównej bazy i innych oddziałów.
Siły powietrzne floty liczyły 639 samolotów. Na lądzie w skład Floty Czarnomorskiej wchodziły: główna morska baza (Sewastopol), morskie bazy w Odessie, Noworosyjsku i Batumi. Artyleria nadbrzeżna składała się z dwudziestu sześciu baterii artyleryjskich, 91 dział kalibru od 305 do 100 mm, wchodzących w skład morskich baz, sektorów brzegowej obrony Flotylli Dunajskiej, Oczakowskiego warownego sektora brzegowej obrony, a także Kerczeńskiego sektora brzegowej obrony.
Obrona przeciwlotnicza floty liczyła pięćdziesiąt baterii przeciwlotniczych, 119 przeciwlotniczych karabinów maszynowych oraz 81 reflektorów przeciwlotniczych. W skład floty wchodziła także: Flotylla Dunajska, Flotylla Dońska, Flotylla Dnieprzańska oraz Flotylla Azowska.

#### Dowódcy
Dowodzący Flotą Czarnomorską:
- 25 marca 1939 roku – 4 czerwca 1940 roku 2 rangi okrętów flagowych Filip S. Oktiabrski
- 4 czerwca 1940 roku – 21 maja 1941 roku kontradmirał Filip S. Oktiabrski
- 21 maja 1941 roku – 23 kwietnia 1943 roku wiceadmirał Filip S. Oktiabrski
- 24 kwietnia 1943 roku – 2 marca 1944 roku wiceadmirał Lew A. Władimirski
- 2 marca 1944 roku – 10 marca 1944 roku kontradmirał Lew. A. Władimirski
- 10 marca 1944 roku – 28 marca 1944 roku (tymczasowo wykonujący obowiązki) wiceadmirał N.J. Basistyj
- 28 marca 1944 roku – 10 kwietnia 1944 roku wiceadmirał Filip S. Oktiabrski
- 10 kwietnia 1944 roku – 18 listopada 1948 roku admirał Filip S. Oktiabrski

### Siły Osi

#### III Rzesza

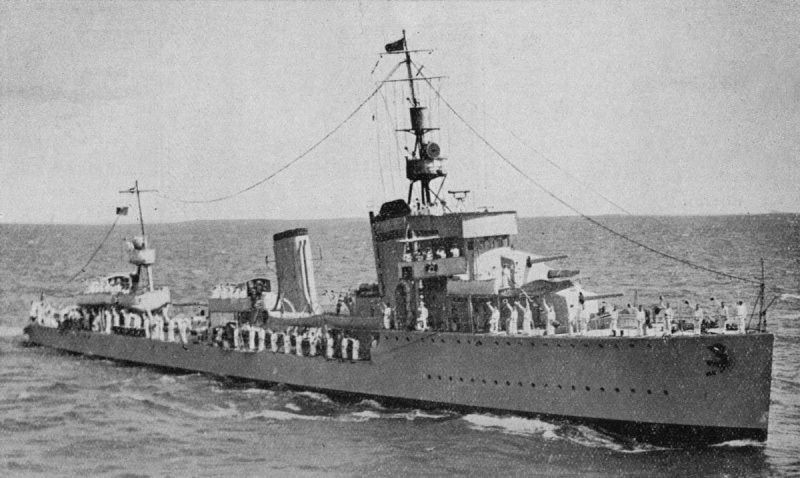
Rumuński niszczyciel „Regele Ferdinand” należący do typu Regele Ferdinand

Ponieważ Turcja była neutralna podczas II wojny światowej, państwa Osi nie mogły przemieścić swoich okrętów wojennych na Morze Czarne przez Bosfor. Mimo to, wiele okrętów zostało przetransportowanych z Morza Północnego drogą lądową oraz kanałami łączącymi się z Dunajem. Transporty przewoziły sześć zdemontowanych okrętów podwodnych typu IIB, które należały do 30. Flotylli U-Bootów i dokowane były w Konstancy w 1942 roku. Niemcy także przetransportowali dziesięć Schnellbootów i 23 Räumbootów przez rzekę Dunaj oraz zbudowali wiele uzbrojonych barek w zdobytych Stoczniach Mikołajowych w Mikołajowie.

#### Rumunia
Królewska Rumuńska Marynarka Wojenna składała się z czterech niszczycieli (dwóch typu Mărăşti i dwóch typu Regele Ferdinand), sześciu torpedowców floty, trzech okrętów podwodnych („Delfinul”, „Rechinul” i „Marsuinul”), pięciu miniaturowych okrętów podwodnych (typu CB), dwóch stawiaczy min oraz siedmiu motorowych patrolowców.

#### Włochy
Włoska Regia Marina wystawiła bardzo skromne siły morskie na Morzu Czarnym. Siły te składały się z sześciu miniaturowych okrętów podwodnych typu CB i flotylli ścigaczy torpedowych (typu MAS). Okręty MAS były dowodzone przez Francesco Mimbelli oraz stacjonowały w Jałcie.

#### Bułgaria
Bułgaria zachowała neutralność w stosunku do ZSRR i nie brała udziału w walkach. Posiadała flotę składającą się z 4 starych torpedowców, 7 kutrów torpedowych oraz małych kutrów trałowych, okrętów patrolowych i zaadaptowanych stawiaczy min.

## Działania stron

### 1941

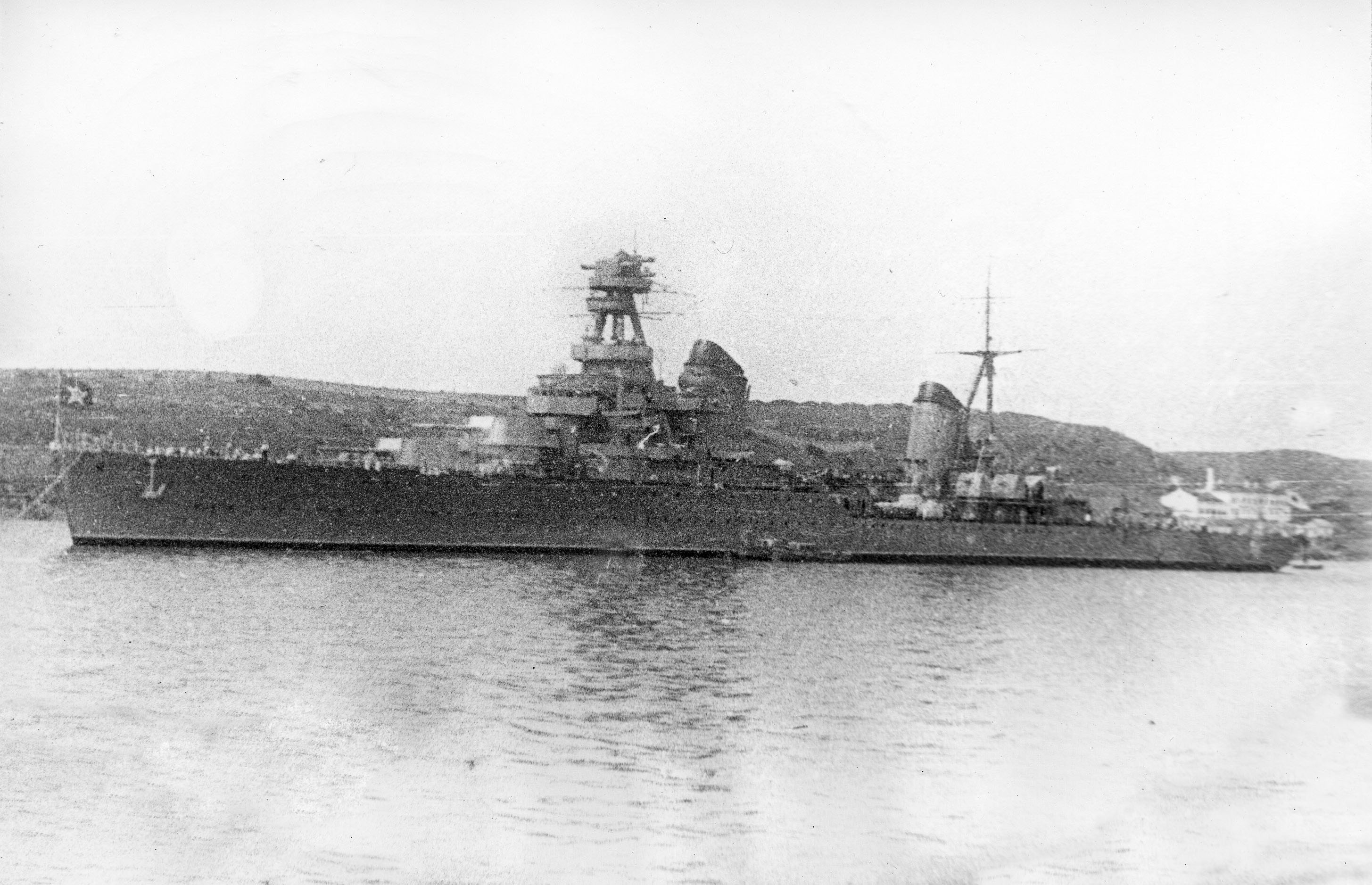
Krążownik „Woroszyłow”, typu Kirow, biorący udział walkach na Morzu Czarnym w latach 1941–1943. Zdjęcie wykonano w dniu 20 czerwca 1941

22 czerwca 1941 roku bez wypowiedzenia wojny została rozpoczęta operacja Barbarossa. Adolf Hitler przygotowywał tę ofensywę już od lata 1940 roku. Oddziały radzieckie były bezwolne, lotniska zostały zniszczone przez ataki Luftwaffe. Niemieckie samoloty He 111 i Ju 88 z 27 Eskadry 4 Floty Powietrznej rano zaatakowały Sewastopol zrzucając w porcie miny magnetyczne. Artyleria przeciwlotnicza miasta nie dała się całkiem zaskoczyć, przez co nie zaminowano całego wejścia do bazy. Na jednej z min zatonął jednak 1 lipca niszczyciel „Bystryj”. O godz. 14:00 na port Flotylli Dunajskiej, Izmaił, nalotu dokonało 9 rumuńskich bombowców PZL.37 Łoś. Przeciwko nim wystartowało 17 radzieckich myśliwców 96. Eskadry Floty Czarnomorskiej. Strącono 4 rumuńskie samoloty. 23 czerwca w odpowiedzi na ataki lotnicze przeprowadzone na Sewastopol i Izmaił radzieckie samoloty dokonały ataku na główny rumuński port Konstanca. 26 czerwca o godz. 5:00 rano radzieckie niszczyciele „Moskwa” i „Charkow”, osłaniane przez krążownik „Woroszyłow” i 2 niszczyciele ostrzelały rumuński port Konstanca. Odpowiedziały im dwa rumuńskie niszczyciele „Regina Maria” i „Mărăşti” oraz bateria przybrzeżna „Tirpitz” kal. 280 mm. Po pojawieniu się niemieckich samolotów radzieckie okręty postawiły zasłonę dymną i odeszły tracąc po drodze niszczyciel „Moskwa”.
11 sierpnia do Odessy od północnego wschodu zbliżyły się oddziały rumuńskie (brygada pancerna i kawalerii). 13 sierpnia oddziały rumuńskiej 4 Armii wyszły nad wybrzeże Morza Czarnego w rejonie Syczewki okrążając Odessę. Dwa dni później wojska radzieckie po wysadzeniu okrętów znajdujących się w dokach wycofały się z Mikołajowa na Krym. Wojska rumuńskie wznowiły natarcie na Odessę, lecz zostały zatrzymane w odległości kilkudziesięciu kilometrów od miasta. 19 sierpnia oddziały niemieckiej 1 Armii Pancernej z Grupy Armii Południe zdobyły przyczółek na Dnieprze w okolicach Zaporoża. 21 sierpnia radziecki garnizon Oczakowa pod naporem wojsk Osi wycofał się na Mierzeję Kingburską i wyspę Pierwomajską oraz Bierezan. Najwyższe dowództwo niemieckie zdecydowało o rozpoczęciu natarcia na Ukrainie w celu zajęcia Kijowa i odrzucenia Rosjan od Dniepru. Operacja miała być prowadzona koncentrycznie przy współdziałaniu Grupy Armii Środek i Grupy Armii Południe. Rozkaz zakazywał większych działań zarówno na kierunku Leningradzkim, jak i Moskiewskim. W dniu 27 sierpnia wojska niemieckie przekroczyły Dniepr. 30 sierpnia po trzydniowym przygotowaniu związki niemieckiej 11. Armii (7 dywizji) na południu sforsowały Dniepr w kilku miejscach pod Kachowką. Armię wspierał IV Korpus Lotniczy Luftwaffe, który liczył 60 bombowców Ju 87 i Ju 88, 50 He 111 i 50 myśliwców Bf 109. 31 sierpnia rozpoczęła się kontrofensywa radziecka na Dnieprze.
2 września zakończyła się nieudana kontrofensywa radziecka nad Dnieprem. Luftwaffe rozpoczęło bombardowania Krymu. 11 września rozpoczęła się bitwa o Krym. Czołówki niemieckiej 11 Armii podeszły do Perekopu na Krymie (bataliony niemieckiej 22. Dywizji Piechoty i 1 Dywizji Pancernej SS „Leibstandarte Adolf Hitler” oraz 73 Dywizji Piechoty). Oddziały te mające zbadać radziecką obronę Krymu napotkały na swej drodze pola minowe i zostały ostrzelane przez radziecki pociąg pancerny i baterię artylerii nadbrzeżnej nr 125. 21 września koło Odessy został zatopiony radziecki niszczyciel „Frunze”. 24 września niemiecka 24 Dywizja Piechoty rozpoczęła szturm Perekopu na Krymie, którego broniła radziecka 156 Dywizja Strzelecka. 27 września niemiecka 24 Dywizja Piechoty zdobyła Przesmyk Perekopski, Wał Turecki i Armiańsk na Krymie.
16 października oddziały niemieckie opanowały Odessę. 18 października po przygotowaniu artyleryjskim niemiecka 11 Armia zaatakowała pozycje radzieckie na Przesmyku Iszumskim nad Perekopem na Krymie. Przesmyku tego broniła radziecka 51 Armia. Oddziały niemieckie nie odniosły wielkich sukcesów. Nad Perekopem rozegrała się także bitwa powietrzna w której po każdej ze stron brało udział ponad 150 samolotów. 20 października w celu wzmocnienia sił powietrznych niemieckiej 11 Armii na Krymie Niemcy przerzucili dla wsparcia 77. Pułk Lotnictwa Myśliwskiego z XIV Korpusu Lotniczego i grupę lotnictwa mieszanego pod dowództwem asa niemieckiego płk Wernera Möldersa, który tu jako pierwszy zastosował w niemieckiej Luftwaffe dowodzenie przez radio z wysuniętego stanowiska w okopach piechoty. 22 października nadal bez większych sukcesów nacierała niemiecka 11. Armia na Przesmyk Iszumski na Krymie, gdzie strona radziecka wprowadziła do walki świeżą 2 Dywizję Kawalerii z nadciągającej Samodzielnej Armii Nadmorskiej. 23 października oddziałom niemieckiej 11 Armii na Przesmyku Iszumskim na Krymie udało się opanować wzgórza na południe od miejscowości Kopiejka, z których mieli wgląd na radzieckie pozycje. Całą sytuację spowodowało przeniesienie siły niemieckiego natarcia na 73 Dywizję Strzelecką, co zmusiło dowództwo radzieckie do dokonania niezbędnych przegrupowań. Z oddziałów Armii Nadmorskiej wprowadzono do linii 95 Dywizję Strzelecką. 25 października do walk na Krymie weszły pozostałe dywizje radzieckiej Armii Nadmorskiej. Linia frontu przebiegała 40 km łukiem od wybrzeża Morza Czarnego przez Przesmyk Iszumski do Siwasza. Dowództwo radzieckie postanowiło wykonać kontratak, aby odzyskać linie obronne na Przesmyku Iszumskim. W kontrataku udział wzięły dywizje Armii Nadmorskiej i 3 dywizje 51 Armii. Zmęczonym żołnierzom bez dostatecznej ilości amunicji udało się odrzucić Niemców zaledwie na kilka kilometrów. W dotychczasowych walkach o przesmyk Niemcy stracili 1920 zabitych i ok. 7 tys. rannych. 26 października Niemcy nad Zatoką Karkinicką na Krymie zaatakowali radziecką 2. DKaw. wprowadzając świeżą 50. DP, która oskrzydliła dywizje radzieckie nad Czartałykiem. 27 października dowódca radzieckich wojsk walczących na Przesmyku Iszumskim na Krymie zarządził odwrót. Następnego dnia ostateczne niemieckie natarcie na Przesmyk Iszumski trafiło w pustkę po wycofanych oddziałach radzieckich. W tej sytuacji dowództwo niemieckie zarządziło pościg, a ponieważ 11. Armia nie posiadała związków szybkich, to zmontowano z pododdziałów zmotoryzowanych poszczególnych dywizji grupę bojową płk Zieglera, mającą nacierać na Symferopol i dalej aż do Sewastopola.
Dokonano też reorganizacji 11. Armii. XXX Korpus Armijny (22. i 72. DP) miał działać za grupą szybką, XLII Korpus Armijny (46., 73. i 170. DP) miał nacierać na Teodozję i Kercz, zaś LIV Korpus Armijny (50. i 132. DP) wzdłuż zachodniego wybrzeża Morza Czarnego na kierunku Eupatorii i Sewastopola.
30 października rozpoczęły się walki o Sewastopol. Datę tę podaje się za początek obrony miasta, ponieważ tego dnia o godz. 16:35 czołówki zbliżającego się niemieckiego LIV Korpusu Armijnego ostrzelała bateria artylerii przybrzeżnej nr 54 usytuowana na skraju wsi Nikołajewka, 40 km na północ od Sewastopola. 31 października do ostrzału wojsk niemieckich nacierających na Sewastopol przyłączył się niszczyciel „Bodryj”. Wraz z baterią nr 54 powstrzymał on marsz niemieckiej czołówki LIV Korpusu Armijnego niszcząc 15 czołgów średnich, 1 ciężki oraz 7 ciężarówek z piechotą.
Celem nalotów zaczął padać też Noworosyjsk. 2 listopada 1941 bombowce uszkodziły tam krążownik „Woroszyłow”, remontowany później przez 4 miesiące.

### 1942

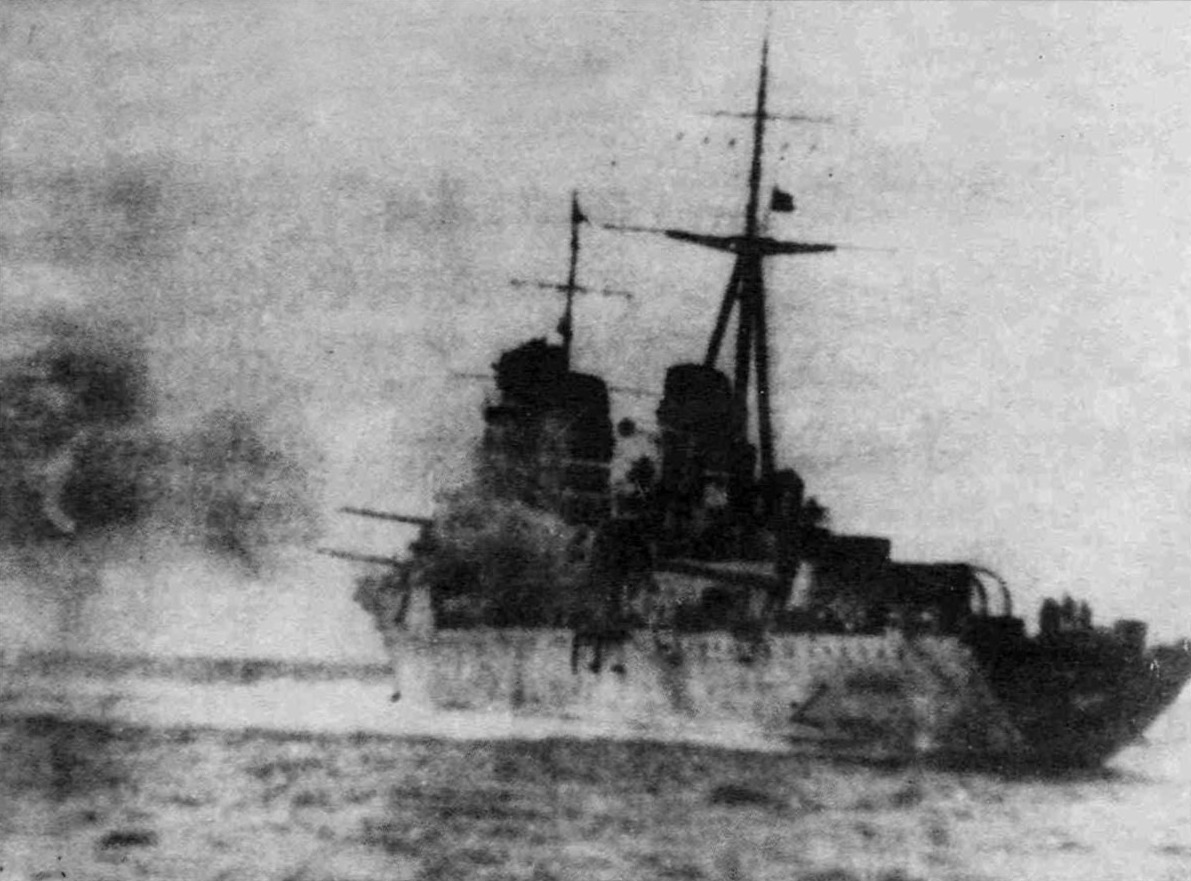
„Mołotow” otwierający ogień podczas walk na Morzu Czarnym pomiędzy 1941 a 1942 rokiem

Na początku 1942 roku dowódca niemieckiej 11 Armii gen. von Manstein postanowił wykorzystać nadchodzące tygodnie, aby staranniej przygotować się do ostatecznego szturmu na Sewastopol. Jednak pierwszym i najważniejszym celem było zniszczenie wojsk radzieckich, które wylądowały na Półwyspie Kerczeńskim pod koniec 1941 roku, aby po tym skierować wszystkie jednostki państw Osi na Krymie do ataku na Sewastopol. W tym celu 2 stycznia dowództwo niemieckie skierowało w rejon Kerczu do walki z radzieckim desantem kolejne jednostki (132. DP). 5 stycznia w porcie w Eupatorii Rosjanie wysadzili desant w sile batalionu. 6 stycznia niemieckie siły w sile pułku 72. DP i innych pododdziałów zniszczyły radziecki desant w Eupatorii. Kolejny taktyczny desant został wysadzony przez okręty Floty Czarnomorskiej w rejonie Sudaku. Radziecka 83. Dywizja Górska zdołała się tu umocnić i utrzymać swoje pozycje aż do końca miesiąca.
17 lutego w rejonie ujścia Dunaju niemiecki dozorowiec zatopił radziecki okręt podwodny Szcz-213. 28 lutego zaginął we wschodniej części Morza Czarnego radziecki okręt podwodny Szcz-210.
20 kwietnia we wschodniej części Morza Czarnego prawdopodobnie zatonął po wejściu na minę radziecki niszczyciel „Smyszlonyj”. Od kwietnia zaczęły się też zmasowane naloty niemieckie na Noworosyjsk, co spowodowało przeniesienie części okrętów do Poti. 10 kwietnia 1942 ponownie uszkodzono w Noworosyjsku krążownik „Woroszyłow”.
8 maja rozpoczęła się niemiecka ofensywa w roponośnym rejonie Kaukazu, pod kryptonimem Fall Blau. 13 maja koło Sewastopola po wejściu na radziecką minę zatonął radziecki niszczyciel „Dzierżyńskij”. 20 maja zakończyła się ewakuacja 44., 47. i 51 Armii Frontu Krymskiego z Półwyspu Kerczeńskiego na Krymie na Półwysep Tamański. Udało się ewakuować 120 tys. żołnierzy. Straty Rosjan to ok. 176 tys. żołnierzy oraz cały ciężki sprzęt. Niektóre działa Niemcy użyli do ostrzeliwania okrążonego Sewastopola. 31 maja na Krymie niemieckie wojska należące do 11. Armii zakończyły przygotowania do operacji „Störfang” (z niem. połów jesiotra), której zadaniem było zdobycie Sewastopola. Na Półwyspie Kerczeńskim pozostawiono niemiecką 46. DP oraz rumuński VII Korpus (10. i 19. DP oraz 8. DKaw.). Pod Sewastopolem Niemcy skoncentrowali dwa korpusy: na północy LIV Korpus Armijny (22., 24., 50. i 132. DP, ogółem ok. 75 tys. żołnierzy) i na południu XXX Korpus Armijny (72. i 170. DP oraz 28. DLek., ogółem 55 tys. żołnierzy) oraz na wschodzie rumuński Korpus Górski (18. DP i 1. DGór.). W odwodzie pozostawała rumuńska 4. DP oraz pojedyncze pułki niemieckich 72. i 73. DP. Ogółem pod Sewastopolem znajdowało się 203 tys. żołnierzy niemieckich wspartych 2045 działami, w tym moździerze typu Gamma kalibru 427 mm, moździerze typu Karl kalibru 600 mm oraz działo kolejowe „Dora” o kalibrze 802 mm. Lotnictwo niemieckie składało się z 3., 52. i 77. Pułku Myśliwskiego, 77. Pułku Szturmowego oraz eskadry 5. Pułku Bombowego. Ogółem Niemcy posiadali 750 samolotów.
Sewastopola broniła radziecka Samodzielna Armia Nadmorska (25., 35., 109., 172., 345., 386. i 388 Dywizja Strzelecka) w sile 101 tys. żołnierzy.
2 czerwca pod Sewastopolem artyleria niemieckiej 11 Armii rozpoczęła przygotowanie artyleryjskie, a bombowce zrzuciły na miasto i port ok. 3 tys. bomb. W sumie tego dnia lotnictwo niemieckie zrzuciło 45 tys. bomb, a artyleria wystrzeliła 126 tys. pocisków. Taki ostrzał powtarzany był codziennie aż do 7 czerwca. 7 czerwca rozpoczęła się trzecia ofensywa niemiecka na Sewastopol. O godz. 3:00 rano Niemcy rozpoczęli przygotowanie artyleryjskie. 2 godziny później ruszyła piechota. Każda niemiecka dywizja atakowała na odcinku ok. 2 km. Do godz. 10:00 zostały opanowane pierwsze transzeje radzieckiej obrony na głębokości 1200 metrów. W dniu 8 czerwca trwały ciężkie walki pod Sewastopolem. 9 czerwca trwało natarcie niemieckiej 11. Armii na Sewastopol. Szczególnie zacięte walki toczyły się o stację Makenzijewy Gory. 10 czerwca w czasie walk o Sewastopol wojska niemieckiej 22. DP wdarły się w rejon stacji Mekenzijewy Gory i zbliżyły się do brzegów Zatoki Północnej. Koło Sewastopola niemieckie samoloty zatopiły radziecki niszczyciel „Swobodnyj”. 11 czerwca osłabło tempo natarcia niemieckiego na Sewastopol. Wykorzystali to Rosjanie wykonując kontratak, lecz bez powodzenia. Udało im się odbić stację Makenzijewy Gory i odeprzeć niemiecki atak. 12 czerwca bombowce USAAF zbombardowały rejon roponośny Ploeszti. Tego dnia wojska niemieckie przeniosły ciężar ataku na południowe skrzydło, w pas natarcia XXX Korpusu Armijnego pod Sewastopolem. 13 czerwca w czasie natarcia niemieckiej 11 Armii na Sewastopol, oddziały 72. DP wdarły się w obronę radziecką. Ostatecznie zdobyto stację Mekenzijewy Gory. 14 czerwca dowództwo niemieckie postanowiło kontynuować natarcie na Sewastopol atakując górę Sapun poprzez wzgórza Fieduchiny, opanowane przez 72. DP. Włamanie XXX Korpusu Armijnego wprawdzie osiągnęło drugą pozycję radzieckiej obrony, lecz ogółem nie przekroczyło głębokości 4 km. 17 czerwca niemiecka 11 Armia nacierająca na Sewastopol, która w ostatnich 10 dniach walk włamała się na 5 km na odcinku północnym i 4 na południowym, tego dnia na nowo uderzyła na radzieckie pozycje na kierunku Zatoki Północnej od której dzieliło ją ok. 3 km. Niemieckie oddziały dotarły do Sucharnoj Bałki leżącej o 2 km od Zatoki Południowej. 18 czerwca radziecki kontratak podjęty w celu odzyskania utraconych pozycji poprzedniego dnia nie przyniósł sukcesu. 19 czerwca atakujące Sewastopol wojska niemieckie dotarły do Zatoki Północnej. Na Morzu Czarnym koło Sewastopola włoski ścigacz zatopił radziecki okręt podwodny Szcz-214. 20 czerwca wojska niemieckie atakujące Sewastopol rozpoczęły natarcie z rejonu Czorgunu na wzgórza Fieduchiny. 21 czerwca po opanowaniu wzgórz Fieduchiny i przerwaniu frontu Niemcy uderzyli wzdłuż doliny rzeki Czornaja na Nowe Szuli i Inkerman. 23 czerwca oddziały niemieckiej 11 Armii zdobyły Nowe Szuli – ważny węzeł oporu i ostatnia działająca stacja pomp wodociągu Sewastopola. Rosjanie kontratakiem odbili węzeł, który utrzymali jeszcze przez 3 dni. 24 czerwca dowództwo radzieckiej obrony Sewastopola zreorganizowało obronę. I sektor broniły 109. i 388. Dywizja Strzelecka oraz 9 Brygada Piechoty Morskiej. II sektor broniony był przez 386 Brygadę Piechoty Morskiej i 2 dywizjony forteczne. III sektor obsadziła 25 Dywizja Strzelecka, 8 Brygada Piechoty Morskiej i 3. Pułk Piechoty Morskiej. IV sektor broniły resztki 138. Brygady Piechoty Morskiej, 95. i 345 Dywizji Strzeleckiej oraz pociąg pancerny „Żelezniakow”. 25 czerwca reorganizacja obrony Sewastopola przyniosła korzyści w postaci utrzymania stanowisk przez radzieckich obrońców do 27 czerwca. Od 26 czerwca uznaje się za zaginiony radziecki okręt podwodny S-32, który prawdopodobnie został zatopiony przez włoski okręt podwodny CB-3. 27 czerwca koło Jałty w niewyjaśnionych okolicznościach zatonął radziecki niszczyciel „Biezupriecznyj”. 28 czerwca oddziały niemieckie pod Sewastopolem zmusiły obrońców do cofnięcia się na nowe pozycje. 29 czerwca wojska niemieckiego LIV Korpusu Armijnego przystąpiły do forsowania Zatoki Północnej, a XXX Korpus Armijny zaatakował wzgórze Sapun. Niemcy po raz pierwszy użyli desantu morskiego na południowym wybrzeżu koło Bałakławy, z użyciem 12 szkunerów motorowych i 5 kutrów torpedowych, które wypłynęły z Jałty. Bateria artylerii nadbrzeżnej nr 18 na przylądku Fiolent zatopiła 10 szkunerów, zmuszając Niemców do odwrotu. Ciężkie walki trwały również na odcinku II sektora obrony. 30 czerwca front obrony Sewastopola skrócony został do 15 km i nie dawał już miastu osłony przed ogniem artylerii polowej. Sytuacja obrońców była krytyczna. W radzieckich dywizjach zostało średnio po 300–400 żołnierzy, a w brygadach 100–200. Dysponowano zaledwie 1259 pociskami średniego kalibru i pewną ilością amunicji przeciwpancernej. Dzień ten rozpoczął się jak zwykle od silnego bombardowania i ostrzału artyleryjskiego pozycji obrońców. Ciężkie walki trwały o górę Suzdalską i kurhan Małachowskiego. Dowództwo radzieckie pod koniec dnia wydało rozkaz stwierdzający niemożność dalszej obrony i nakazujący wycofanie się obrońców na ostatnią rubież obronną od przylądka Fiorent do Zatoki Strzeleckiej. W czerwcu 1942 roku w Sewastopolu na skutek uszkodzeń zatopiony został przez własną załogę radziecki okręt podwodny „Jakobiniec”.
1 lipca z Sewastopola rozpoczęła się ewakuacja sztabu radzieckiej Samodzielnej Armii Nadmorskiej. Wszystkie samoloty odleciały na lotniska kaukaskie, a 30 niesprawnych zniszczono by nie wpadły w ręce Niemców. 43 jednostki pływające wywiozły z miasta część ludności i żołnierzy, ale tylko 17 z nich dotarło do portów kaukaskich. 2 lipca obrońcy Sewastopola walczyli już resztką amunicji. W nocy wysadzono w powietrze baterię nabrzeżną nr 35. Także 2 lipca w Noworosyjsku niemieckie samoloty zatopiły radzieckie niszczyciele „Bditielnyj” i „Taszkent” i uszkodziły kilka innych okrętów. Kilka mniejszych okrętów zatopiono tego dnia w nalotach na Anapę i Temriuk. 3 lipca Armia Czerwona opuściła Sewastopol, który skapitulował po 250 dniach zaciętej obrony. Ostatnim punktem obrony był Chersones. Po stronie niemieckiej 11 Armia straciła według samych Niemców ok. 24 111 żołnierzy. 8 lipca ostatni obrońcy, którzy bronili się w skałach, zostali zabici lub wzięci do niewoli. W sierpniu zatonęły na Morzu Czarnym, prawdopodobnie po wejściu na miny, radzieckie okręty podwodne Szcz-208 oraz w rejonie Odessy M-33. We wrześniu zatonął na Morzu Czarnym, w rejonie Odessy, radziecki okręt podwodny M-60, także prawdopodobnie po wejściu na miny. 1 października rumuńska korweta „Sublocotenent Ghiculescu” zatopiła radziecki okręt podwodny M-118.

### 1943
W 1943 roku Flota Czarnomorska była znacznie zmniejszona z powodu dość dużych strat poniesionych w 1941 i 1942 roku i posiadała w swoim składzie następujące okręty:
- 1 pancernik („Siewastopol”)
- 4 krążowników (2 krążowniki typu Kirow, „Krasnyj Kawkaz” oraz „Krasnyj Krym”)
- 1 lider („Charkow”)
- 5 nowoczesnych i 3 stare niszczyciele
- 29 okrętów podwodnych

Wszystkie te okręty cierpiały na brak konserwacji ze względu na brak infrastruktury.
Początkowe operacje składały się z wielu ofensywnych operacji przeprowadzonych przez Rosjan, w tym obrona Małej Ziemi w Noworosyjsku oraz kilku bombardowań artyleryjskich wybrzeża i kilku rajdów.
Kiedy wojna na innych frontach zaczynała być przegrana dla wojsk państw Osi Niemcy rozpoczęli we wrześniu ewakuację z Kraju Krasnodarskiego. Niemcom udało się osiągnąć ten cel. „Charkow” oraz dwa inne niszczyciele („Sposobnyj” i „Biesposzczadnyj”) zostały zatopione przez niemieckie Stukasy podczas rajdu w pobliżu Krymu w dniu 6 października 1943 roku. W wyniku tego, Stalin zabraniał osobiście na użycie wszelkich dużych okrętów wojennych. W listopadzie Rosjanie przeprowadzili operację desantową kerczeńsko-eltigeńską.

### 1944
Na początku 1944 roku siły nawodne Floty Czarnomorskiej były praktycznie wyłączone z walk ze względu na niemożność naprawy i remontu okrętów floty. Większość operacji ofensywnych była przeprowadzana przez małe okręty wojenne i lotnictwo morskie Floty Czarnomorskiej. Sytuacja wojsk lądowych państw Osi gwałtownie się pogorszyła. Rejon wokół Odessy zostały wyzwolony przez Armię Czerwoną do końca marca, odcinając tym samym wojska państw Osi na Krymie. Ostatnie siły Osi poddały się w pobliżu Sewastopola w dniu 9 maja i znaczna liczba żołnierzy została ewakuowana drogą morską do Konstancy.